# Joana Marques
Joana Marques (3 de janeiro de 1986) é uma humorista, guionista, apresentadora de televisão e locutora de rádio portuguesa.
É uma das locutoras do programa As Três da Manhã, da Rádio Renascença, com Ana Galvão e Inês Lopes Gonçalves. Desde 2019 que a sua rubrica de humor incluída nesse mesmo programa — e que Joana Marques já apresentava na Antena 3 —, Extremamente Desagradável, é a rubrica radiofónica de humor mais ouvida e mediática em Portugal.

## Carreira
É licenciada em Ciências da Comunicação pela Faculdade de Ciências Sociais e Humanas da Universidade Nova de Lisboa.
Em 2007, começou a trabalhar como guionista.
Em 2012, criou e passou a apresentar o programa Altos e Baixos, do Canal Q, canal por cabo das Produções Fictícias, junto com Daniel Leitão. O programa teve cinco temporadas. Fez também parte da equipa do Canal Q.
Passou pela Antena 3, onde participou, por exemplo, no programa As Donas da Casa (2015–2017), cuja condução partilhou com Ana Galvão. Nesta estação, teve as rubricas de humor +/- 2 Minutos (entre 2012 e 2015) e Extremamente Desagradável, em 2017 e 2018. A sua passagem pela Antena 3 incluiu o evento Toca a Todos — que decorreu de 3 a 6 de dezembro de 2014 —, em que Joana Marques, Ana Galvão e Diogo Beja conduziram uma emissão contínua de 73 horas, a partir do Terreiro do Paço, com o objetivo de ajudar a Cáritas na luta contra a pobreza infantil.
Em junho e julho de 2016, integrou o talk-show A Culpa É do Ronaldo (RTP1), dedicado ao Campeonato Europeu de Futebol daquele ano.
Fez parte do elenco do programa Irritações, da SIC Radical.
Em dezembro de 2018, sai da Antena 3 — onde já estava desde 2012 —, estreando-se na Rádio Renascença no mês seguinte.
Em 2019, escreveu o livro “Vai correr tudo mal – O primeiro (e provavelmente o último) livro de anti-ajuda” e em 2022 publicou o livro "Apontar é Feio".
Joana Marques é uma das guionistas do programa satírico Isto É Gozar Com Quem Trabalha (2020–presente), protagonizado por Ricardo Araújo Pereira.
Em 2022, apresentou uma edição do programa Estamos em Casa, da SIC, ao lado de Ana Galvão e Inês Lopes Gonçalves. Neste mesmo ano foi jurada da 7.ª edição do Ídolos, sendo a única integrante do júri que não tinha uma carreira ligada à música.
Do início de 2022 ao final de 2023, assinou a rubrica Elefante na Sala, publicada pela Visão.

## Controvérsias
Não foi só o Extremamente Desagradável que esteve envolvido em polémica: em julho de 2024, foi noticiado pela revista TV Mais que a dupla musical Anjos havia processado judicialmente Joana Marques, exigindo-lhe um milhão e 118 mil euros, pelo facto de, no dia 25 de abril de 2022, a humorista ter partilhado na sua página do Instagram uma montagem que escarnece da interpretação do hino nacional português por parte da dupla no Autódromo Internacional do Algarve, que tinha acontecido no dia anterior. Na montagem, a interpretação dos Anjos é intercalada com expressões faciais de desagrado por parte dos quatro jurados da 7.ª edição do Ídolos, incluindo a própria Joana Marques. Nelson Rosado, um dos elementos dos Anjos, afirmou que a publicação de Marques teve um "impacto altamente lesivo".
Na audiência prévia, nenhuma das partes chegou a acordo e os três intervenientes irão a julgamento.

## Prémios e distinções
- Em 2021, foi finalista no prémio para melhor humorista do ano em Portugal, nos Prémios Hiena, sendo a única mulher candidata.[17]
- Tanto em 2022 como em 2023, recebeu o Globo de Ouro de Personalidade do Ano - Digital,[18] apesar de não ter qualquer conteúdo exclusivo na Internet. Em 2024, foi nomeada para o mesmo prémio pela terceira vez.[19] Em 2025 está nomeada para os prémios de Personalidade do Ano - Digital e Personalidade do Ano - Humor relativos aos Globos de Ouro de 2025.[20]
- 2022 - Vencedora dos Prémios ACTIVA Mulheres Inspiradoras, na categoria Artes.[21]
- Em 2025, foi distinguida pelo site Executiva como a 7.ª mulher mais influente de Portugal. Joana Marques ironizou a distinção, comentando o seguinteː “Imaginem ser mais influente do que uma pessoa que sabe de medicina molecular. Nunca na vida“[22].

## Vida pessoal
Joana Marques é filha do historiador e romancista João Pedro Marques, e irmã de Vasco Baptista Marques, filósofo de formação e crítico de cinema do jornal Expresso.
Desde 2014, é casada com Daniel Leitão, com quem tem dois filhos: Xavier, nascido a 4 de dezembro de 2016 (8 anos), e Nicolau, nascido a 25 de julho de 2020 (5 anos). O casal trabalhou junto no programa televisivo Altos e Baixos, do Canal Q, sendo o nome do programa uma dupla referência que brinca com a diferença de estatura entre os dois (Daniel possui 1,98 m e Joana 1,53m). Atualmente, Daniel Leitão também trabalha como animador na Rádio Renascença.